# 郭義栄

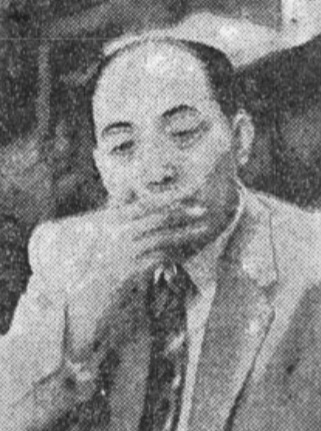
1958年

郭 義栄（クァク・ウィヨン、クァク・イヨン、朝鮮語: 곽의영/郭義榮、1911年6月28日または1912年6月28日または1914年 - 1992年8月15日）は、日本統治時代の朝鮮および大韓民国の公務員、政治家、実業家。槐山郡郡守、清原郡郡守、第2・3・4代韓国国会議員、第8代逓信部長官を歴任した。本貫は清州郭氏。

## 経歴
日本統治時代の忠清北道清原郡出身。清州高等普通学校（現・清州高等学校）、京城法学専門学校卒。朝鮮総督府の官吏として忠清北道の金融経済行政・産業行政分野で働いた後、光復後に槐山郡守、清原郡守、忠清北道鉱工課長・商務課長を歴任した。1950年の第2代総選挙では清原乙選挙区から無所属で出馬・当選し、国会においては財政経済分科委員・農林分科委員・予算決算委員を務めた。1954年の第3代総選挙では自由党の候補として同選挙区から出馬・当選し、国会においては初代復興分科委員長・行政機構および処遇改善特別委員・海外米穀輸出特別対策委員・都市計画推進委員を務めたほか、全国儒道会総本部中央委員、大韓農民会中央本部指導委員、社団法人大韓警察遺族会顧問、自由党院内副総務・院内政策委員長・忠清北道党副委員長を務めた。1958年の第4代総選挙では同党の候補として同選挙区から出馬・当選し、国会においては財政経済分科委員・予算決算分科委員を務めた。1958年9月9日から1960年5月1日まで第8代逓信部長官を務めた。このほか、大韓アマチュアレスリング協会会長、忠北農民会会長などを務めた。4・19革命以降は反革命勢力として糾弾され、監獄まで行った。1967年の第7代総選挙では新民党から出馬したが、激戦の末惜敗した。政界引退後は酒精協会会長、セマウル金庫連合会副会長、林光土建会長、大盛工業会長、再建国民運動中央会副会長、聖実老人大学学長、大韓民国憲政会副会長・会長などを務めた。
1992年8月15日、持病によりソウル大病院で死去。享年80（1912年6月28日生とした場合）。